# شی رالف
شی رالف (انگلیسی: Shea Ralph؛ زادهٔ ۱۲ مارس ۱۹۷۸) بازیکن بسکتبال اهل ایالات متحده آمریکا است.
وی در مسابقات کشوری و بین‌المللی در مجموع برندهٔ ۱ مدال طلا شده‌است.